# Tekoucí písek

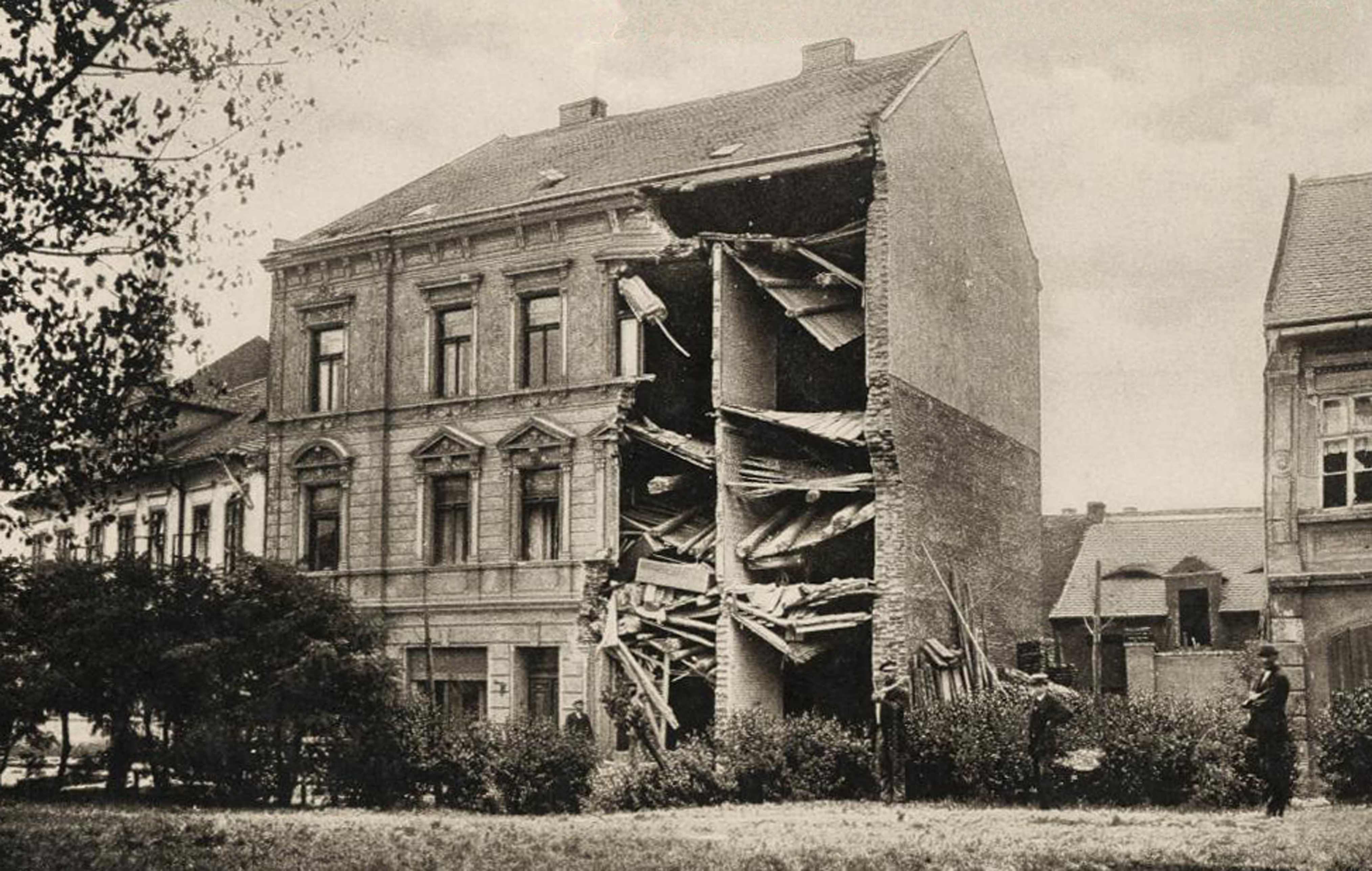
Následky průvalu kuřavky v Mostě v roce 1895

Tekoucí písek, v hornictví označován jako kuřavka, jsou písky tvořené směsí křemene, živce, augitu aj. Jsou nasycené vodou (obsah vody 15–45 %) a mají vysoký podíl jílovitých částic s vysokou přilnavostí. Kuřavky se vyskytují v nadloží i podloží hnědouhelných slojí a vytvářejí protáhlé čočkovité útvary v jedné nebo několika vrstvách. Voda je zde někdy pod značným artéským tlakem, který může způsobit průval do důlního díla s následným zatopením a zaplavením jemným horninovým materiálem. Největší nebezpečí průvalu kuřavky hrozí při závalu porubů. Intenzita průvalu může být různá, někdy zatopí jen přilehlé důlní chodby, jindy celý důl. Dalším negativním jevem je propad terénu v místě, odkud se tekuté písky uvolnily, obzvláště pokud těžba probíhá poblíž obydlené oblasti. Obranou v hlubinných dolech je stavba protikuřavkových uzávěrů a kuřavka se v předstihu odvodňuje, zpravidla pomocí vrtů.[zdroj?]
V Ostravsko-karvinské uhelném revíru se těmto tekutým pískům říká detrity.